# Constantin Tănase
Constantin Tănase (ur. 5 lipca 1880 w Vaslui, zm. 29 sierpnia 1945 w Berlinie) – rumuński aktor.
Był najpopularniejszym komikiem rumuńskiego teatru I połowy XX wieku. W 1919 zbudował teatr letni o nazwie Carabuș, w którym występował z własnym zespołem. Odbywał tournées w kraju i za granicą, m.in. w Turcji. Egipcie i Palestynie, był autorem popularnych kupletów i skeczy oraz twórcą rewiowych przedstawień baletowych i muzycznych z rumuńskimi melodiami ludowymi.